# 玃猿

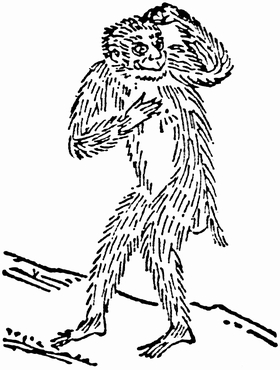
日本の図像化の一例。和漢三才図会より「玃」。

玃猿（かくえん）は、中国の伝説上の動物。玃（）、猳国（）、馬化（）ともいう。サルに類するもので、人間の女性をさらって犯すという特徴を持つ。

## 概要
中国の本草書『本草綱目』によれば、猴（こう。サルのこと）より大きいものとあり、『抱朴子』によれば、800年生きた獼猴（みこう。アカゲザルのこと）が「猨」となり、さらに500年生きて玃猿になるとある。
『本草綱目』では「玃」「猳玃」「玃父」の名で記載されている。玃は老いたサルであり、色は青黒い。人間のように歩き、よく人や物をさらう。オスばかりでメスがいないため、人間の女性を捕らえて子供を産ませるとある。
『捜神記』『博物志』には「玃猿」「猳国」「馬化」の名で、以下のようにある。蜀の西南の山中には棲むもので、サルに似ており、身長は7尺（約1.6メートル）ほどで、人間のように歩く。山中の林の中に潜み、人間が通りかかると、男女の匂いを嗅ぎ分けて女をさらい、自分の妻として子供を産ませる。子供を産まない女は山を降りることを許されず、10年も経つと姿形や心までが彼らと同化し、人里に帰る気持ちも失せてしまう。子を産んだ女は玃猿により子供とともに人里へ帰されるが、里へ降りた後に子供を育てない女は死んでしまうため、女はそれを恐れて子供を育てる。こうして玃猿と人間の女の間に生まれた子供は、姿は人間に近く、育つと常人とまったく変わりなくなる。本来なら姓は父のものを名乗るところだが、父である玃猿の姓がわからないため、仮の姓として皆が「楊」を名乗る。蜀の西南地方に多い「楊」の姓の者は皆、玃猿の子孫なのだという。このような玃猿の特徴は、中国の未確認動物である野人と一致しているとの指摘もある。
南宋時代の小説集『夷堅志』には「渡頭の妖」と題し、以下のような話がある。ある谷川の岸に、夜になると男が現れ、川を渡ろうとする者を背負って向こう岸に渡していた。人が理由を尋ねても、これは自分の発願であり理由はないと、殊勝に返事をしていた。黄敦立という胆勇な男が彼を怪しみ、同じように川を渡してもらった3日後、お礼に自分がその男を渡そうと言い、拒む男を無理に抱えて川を渡り、大石に投げつけた。悲鳴を上げたその男を松明の明かりで照らすと、男の姿は玃猿に変わっていた。玃猿を殺して焼くと、その臭気は数里にまで届いたという。

## 類話
『神異経』によれば、西方にいる「𧳜」はロバほどの大きさだが猴に似ており、メスばかりでオスがいないので、人間男性を捕えて性交して子を孕むとあり（玃猿と同じ行動をするが性別が逆である）、玃猿に類するものと考えられている。
日本では、江戸時代に玃猿が日本国内にもいるものと信じられ、同時代の類書『和漢三才図会』に「玃（）」の名で説明されており、同項の中で日本の飛騨・美濃（現・岐阜県）の深山にいる妖怪「黒ん坊（くろんぼう）」の名を挙げ「思うに、これは玃の属だろうか」と述べられている。黒ん坊とは黒く大きなサルのようなもので、長い毛を持ち、立って歩く。人語を解する上に人の心を読むので、人が黒ん坊を殺めようとしても、黒ん坊はすばやく逃げるので、決して捕えることはできないという。
また、日本の江戸後期の随筆『享和雑記』にも「黒ん坊」の名がある。それによれば、美濃国根尾（現・岐阜県本巣市）の泉除川に住む女のもとには、夜になると幻のような怪しい男が訪れ、しきりに契ろうとしていた。村人たちはその者を追い払おうと家を見張ったが、見張りのいる夜には現れず、見張りをやめると現れた。そこで女は鎌を隠し持っておき、例の男が現れるや鎌で斬りつけると、男は狼狽して逃げ去った。村人たちが血痕を辿ると、それは善兵衛という木こりの家のもとを通り、山まで続いていた。善兵衛のもとには以前から黒ん坊が仕事の手伝いに来ており、それ以降は黒ん坊が現れなくなったため、この事件は黒ん坊の仕業といわれた。
『享和雑記』の著者は、これを『本草綱目』にある玃猿に類するものとし、その特徴について『和漢三才図会』とほぼ同じことを述べているため、『享和雑記』は『和漢三才図会』を参考に書かれたものと見られている。しかし『和漢三才図会』では前述のように「玃の属だろうか」と書いてあるにすぎないため、黒ん坊と玃猿を同一のものとは言い切れないとの指摘もある。
日本の江戸時代の絵師・鳥山石燕による妖怪画集『今昔画図続百鬼』でも、玃猿の姿が「覚」として描かれており、本文中には黒ん坊のことが「飛騨美濃の深山に玃あり」と述べられている。